# Escándalo de la lechuga de Burger King
El escándalo de la lechuga de Burger King (en inglés: Burger King foot lettuce, lit. 'Lechuga de pie de Burger King') fue un escándalo en el sector de la comida rápida ocurrido en julio de 2012, cuando un empleado anónimo de Burger King publicó una foto suya parado sobre contenedores de plástico llenos de lechuga en el tablón de imágenes 4chan. Los usuarios de 4chan pronto determinaron, a través de los datos Exif de la foto, que la imagen se tomó en un local de Burger King en Mayfield Heights, Ohio, Estados Unidos. Esto provocó un daño considerable a la imagen de marca de Burger King en línea, así como el despido de tres empleados. El incidente se ha vuelto viral en repetidas ocasiones.

## Incidente
El 16 de julio de 2012, un usuario anónimo de 4chan publicó una foto tomada tres días antes que mostraba a un empleado de Burger King de pie sobre dos bandejas de restaurante de lechuga con la leyenda This is the lettuce you eat at Burger King («Esta es la lechuga que se come en Burger King»). En quince minutos, otros usuarios de 4chan (incluidos miembros del grupo de hackers Anonymous) pudieron determinar que la foto se había tomado en un restaurante Burger King en Mayfield Heights, Ohio, mediante los metadatos Exif que acompañaban a la imagen, así como un código de barras en una caja. Comenzaron a llamar al restaurante y a enviar la foto a los medios locales, y la página de Facebook de Mayfield Heights se llenó de la foto y los comentarios que la hacían referencia.
Tres empleados del restaurante fueron despedidos, y el incidente provocó una investigación por parte de la Junta de Salud del Condado de Cuyahoga. La lechuga fue desechada al día siguiente de tomarse la foto y antes de ser servida a los clientes, ya que un gerente notó que estaba sucia. Un libro de texto sobre comunicación de crisis publicado por Cambridge University Press citó la mala supervisión de la gerencia y la capacitación inadecuada en redes sociales en Burger King como posibles factores que contribuyeron al incidente.

## Reacciones
Burger King emitió un comunicado poco después, indicando que el restaurante era propiedad de un franquiciado y destacando sus «estrictos procedimientos de manipulación de alimentos». Manual sobre estrategia en redes sociales publicado por de elogió la respuesta de Burger King por su rapidez y decisión. Aún así, la imagen causó un daño significativo a la imagen de marca de Burger King.
El meme resurgió a principios de 2018, cuando el youtuber Chills (también conocido como Top15s) incluyó la foto y su historia como segmento inicial de un video que trataba misterios resueltos por usuarios de 4chan. La cadencia de la voz en off de Chills, percibida como extraña y poco natural, fue ampliamente ridiculizada y parodiada. Se crearon y compartieron varias remezclas de la voz en off de Chills, incluyendo una versión anotada subida a la página de letras Genius.
El escritor de Takeout, Richard DiCicco, describió el meme como «uno de los chistes más antiguos de Internet», mientras que la escritora de Eater, Paula Forbes, escribió: «Algún día los padres les contarán historias como esta a los niños pequeños para asustarlos y evitar que publiquen cosas que no deberían en Internet».